# Fenspiride
Fenspiride (INN, tên thương hiệu Eurespal, Pneumorel và các loại khác) là một hợp chất spiro oxazolidinone được sử dụng như một loại thuốc trong điều trị một số bệnh về đường hô hấp. Phân loại dược lý là thuốc chống ho. Ở Nga, nó đã được phê duyệt để điều trị các bệnh viêm cấp tính và mãn tính của các cơ quan tai mũi họng (tai, mũi, họng) và đường hô hấp (như viêm mũi họng, viêm thanh quản, viêm khí quản, viêm tai giữa và viêm xoang), cũng như để điều trị hen suyễn.. Nga, Romania, Pháp và các nước châu Âu khác đã rút các loại thuốc có gốc fenspiride khỏi thị trường do nguy cơ kéo dài QT và xoắn đỉnh.